# OraQuick

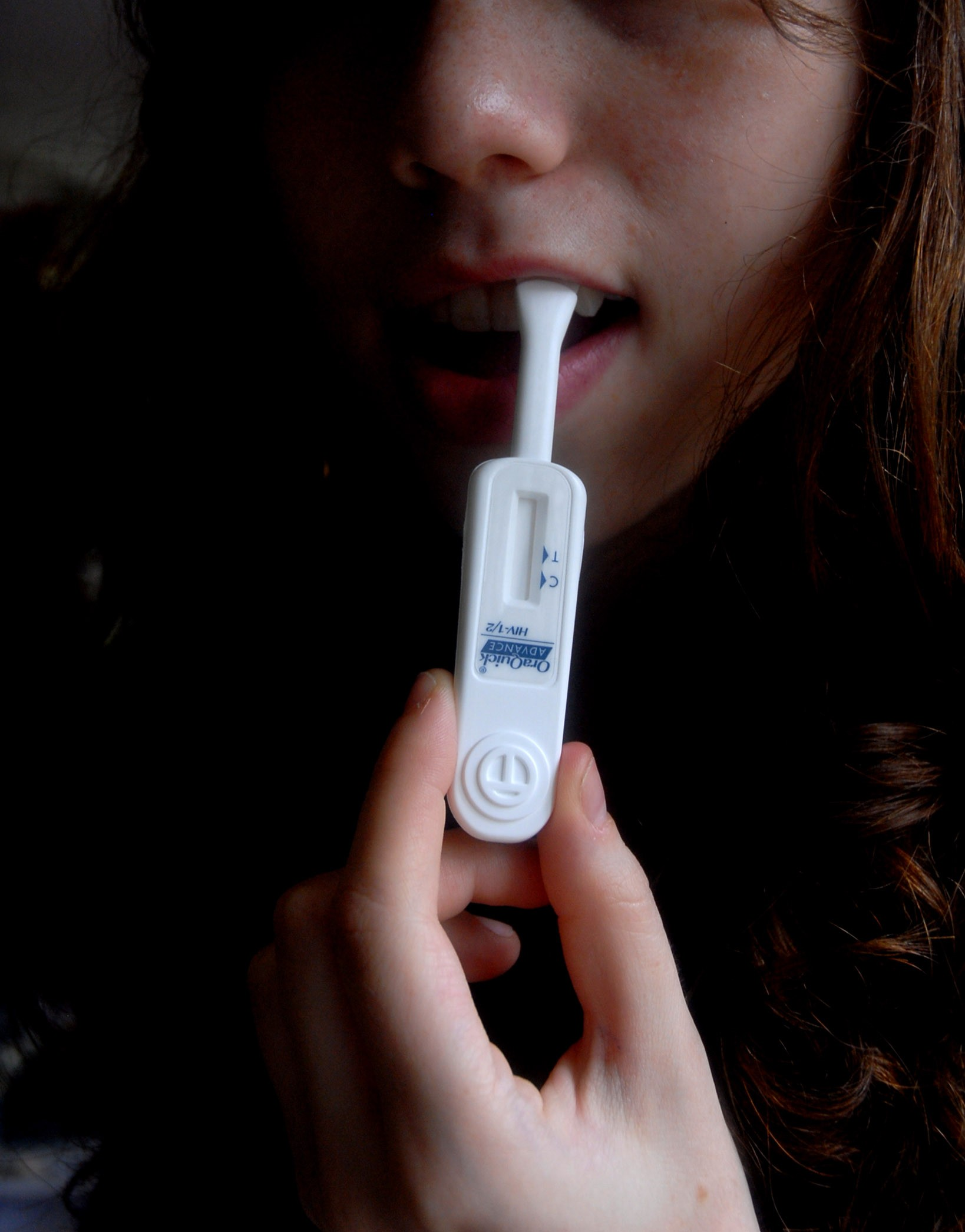
Utilización del test Oraquick

OraQuick es un test desarrollado por la empresa Orasure que se emplea para detectar la presencia del virus de inmunodeficiencia humana, agente causante del Sida. Para realizar la prueba se toma una muestra de fluido oral mediante un bastoncillo y se mezcla con un reactivo, obteniendo el resultado en 20 minutos. Este test sirve para detectar el virus VIH de los tipos 1 y 2, es el primero que ha sido autorizado por la agencia estadounidense del medicamento (FDA) para su empleo a nivel doméstico. En caso de resultado positivo, es necesario acudir a un médico, para que confirme la positividad con la realización en un laboratorio de análisis clínicos de otra prueba confirmatoria con una muestra de sangre (ELISA o Western blot). En caso de que el resultado sea negativo, la seguridad no es total pues en algunas ocasiones puede existir un falso negativo. En los estudios realizados por la empresa fabricante, la sensibilidad de la prueba ha sido del 97.9% y la especificidad del 99.79%.

## Advertencias
Puesto que los anticuerpos contra el VIH tardan algún tiempo en formarse, una prueba de anticuerpos contra el virus no dará resultados positivos inmediatamente después de que la persona se infecte. La demora habitual oscila entre 14 y 21 días, pero varía en cada caso concreto. Casi todas las personas infectadas por el VIH tendrán anticuerpos detectables al cabo de entre 3 y 6 meses de producirse el contacto que provocó la infección.